# Колискова для сумної таємниці
«Колискова для сумної таємниці» (тагал. Hele Sa Hiwagang Hapis) — філіппінський драматичний фільм, знятий Лавом Діасом. Світова прем'єра стрічки відбулася в лютому 2016 року на Берлінському міжнародному кінофестивалі. Фільм розповідає про пошук тіла філіппінського революційного лідера Андреса Боніфасіо.

## У ролях
- Джон Ллойд Круз — Ісагані
- Піоло Паскуаль — Сімун

## Визнання
| Нагороди та номінації фільму «Колискова для сумної таємниці» | Нагороди та номінації фільму «Колискова для сумної таємниці» | Нагороди та номінації фільму «Колискова для сумної таємниці» | Нагороди та номінації фільму «Колискова для сумної таємниці» | Нагороди та номінації фільму «Колискова для сумної таємниці» | Нагороди та номінації фільму «Колискова для сумної таємниці» |
| Рік                                                          | Кінопремія / Кінофестиваль                                   | Категорія / Нагорода                                         | Номінант                                                     | Результат                                                    |                                                              |
| ------------------------------------------------------------ | ------------------------------------------------------------ | ------------------------------------------------------------ | ------------------------------------------------------------ | ------------------------------------------------------------ | ------------------------------------------------------------ |
| 2016                                                         | Берлінський міжнародний кінофестиваль                        | «Золотий ведмідь» за найкращий фільм                         | «Колискова для сумної таємниці»                              | Номінація                                                    |                                                              |
| 2016                                                         | Берлінський міжнародний кінофестиваль                        | «Приз Альфреда Бауера»                                       | «Колискова для сумної таємниці»                              | Перемога                                                     |                                                              |